# 떠나지마
<떠나지마>는 윤미래가 2009년 1월에 발매한 첫 번째 디지털 싱글 음반이다.

## 수록곡
1. 떠나지마...
2. 떠나지마... (Inst.)

## 참고 문서
- 네이버 뮤직